# Rachel Wilding
Rachel Wilding (ur. 18 lipca 1976) – brytyjska judoczka. Olimpijka z Aten 2004, gdzie odpadła w eliminacjach w wadze półciężkiej.
Siódma na mistrzostwach świata w 2005; uczestniczka zawodów w 2003. Startowała w Pucharze Świata w latach 1999-2005. Wicemistrzyni Europy w 2005, siódma w 2004, a także zdobyła dwa medale w drużynie. Trzykrotna medalistka mistrzostw Wspólnoty Narodów. 

## Letnie Igrzyska Olimpijskie 2004
| Konkurencja | Eliminacje                | Eliminacje                   | Repasaże            | Klas. końcowa |
| Konkurencja | Przeciwnik I              | Przeciwnik II                | Przeciwnik I        | Miejsce       |
| ----------- | ------------------------- | ---------------------------- | ------------------- | ------------- |
| 78 kg       | Esther San Miguel (ESP) Z | Anastasija Matrosowa (UKR) P | Lee So-yeon (KOR) P | 3 runda.      |